# Paul Bard
Paul Heinrich Wilhelm Carl Bard (* 25. März 1839 in Dömitz; † 17. April 1927 in Schwerin) war ein deutscher evangelisch-lutherischer Theologe, Superintendent von Schwerin und Oberkirchenrat.

## Leben
Paul Bard war ein Sohn des Pastors und späteren Kirchenrats August Bard (1808–1896). Er besuchte das Borchersche Knabeninstitut in Sülze bei Celle und 1853–1857 das Gymnasium Fridericianum Schwerin. Ab Michaelis 1857 studierte er Evangelische Theologie an den Universitäten Erlangen und Leipzig sowie ab 1859 an der Universität Rostock. Während seines Studiums prägten ihn v. a. von Hofmann, Delitzsch, Thomasius, Luthardt und als Prediger in Leipzig Friedrich Ahlfeld. In Rostock wurde er Mitglied im Wingolf.  Nach seinem Examen wurde er zunächst Lehrer, 1860/61 Hauslehrer in Lohmen, 1861 Lehrer an der Sarauschen Höheren Töchterschule in Schwerin, 1863 Konrektor und 1864 Rektor in Grabow (Elde). 1865 wurde er zum Pastor ordiniert und erhielt seine erste Pfarrstelle am Landarbeitshaus im Schloss Güstrow. Im November 1869 zum dritten Domprediger am Schweriner Dom berufen, wurde er 1876 Erster Domprediger und Superintendent für den Sprengel Schwerin. 1886 wurde er zum Oberkirchenrat und 1902 zum Geheimen Oberkirchenrat ernannt. 1909 trat er in den Ruhestand.

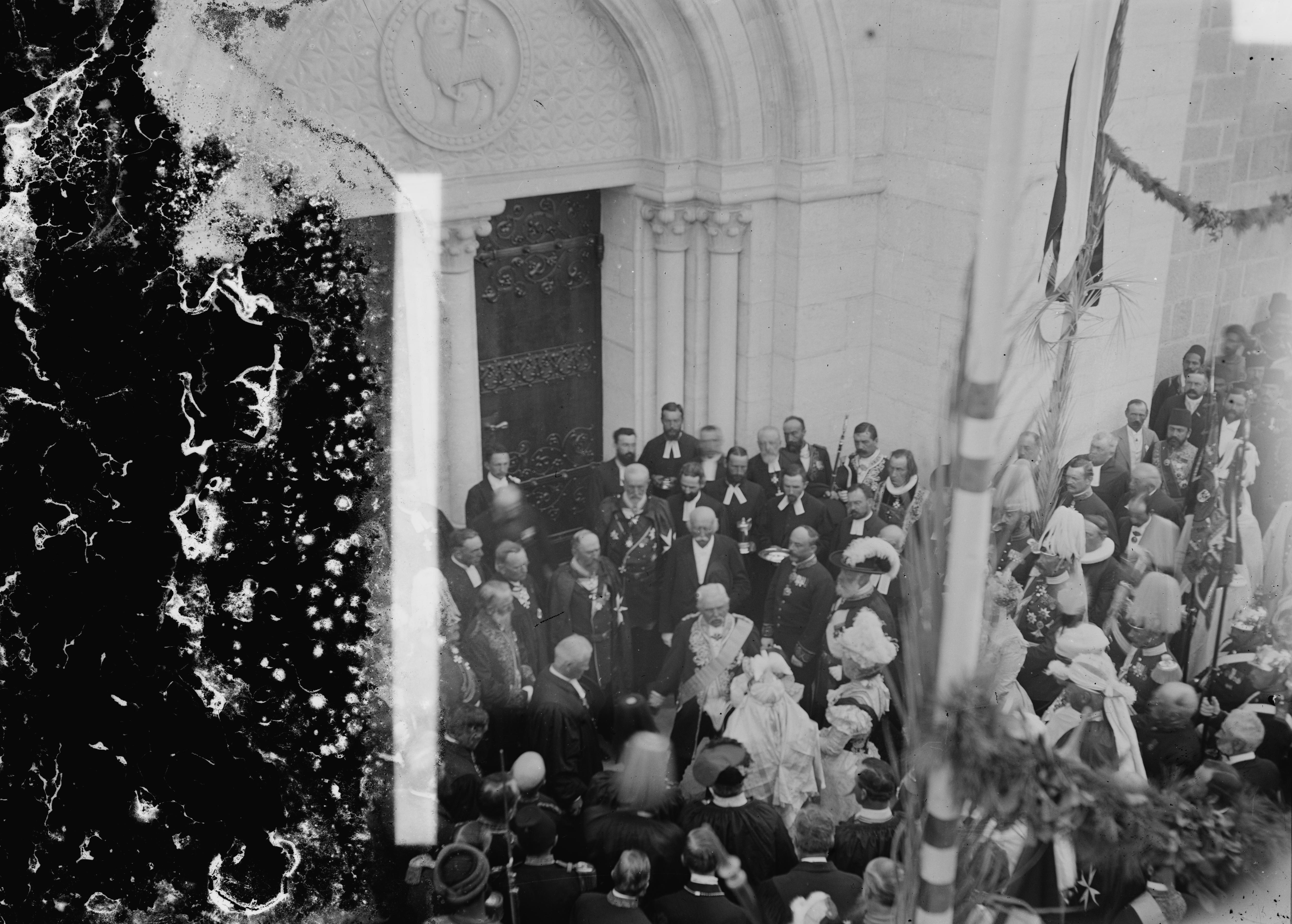
Einweihung der Erlöserkirche am Reformationstag 1898

1879 leitete er die lutherische Trauung des Erbgroßherzogs Friedrich Franz III. mit der Großfürstin Anastasia in St. Petersburg. 1897 wurde er mit dem Ehrendoktor der theologischen Fakultät der Universität Rostock geehrt. 1898 nahm er gemeinsam mit dem Präsidenten des Oberkirchenrats Adolf Giese als Repräsentant Mecklenburg-Schwerins an der Einweihung der Erlöserkirche (Jerusalem) durch Kaiser Wilhelm II. teil.
Paul Bard war ein orthodoxer Lutheraner, der bei der Sammlung der konfessionell-lutherischen Kräfte in der Allgemeinen Evangelisch-Lutherischen Konferenz mitarbeitete. Als solcher hatte er auch den Mut, selbst Kaiser Wilhelm II. zu widersprechen, als dieser bei einem Gespräch behauptete, dass man bestimmte Aussagen der Bibel den Menschen nicht mehr als Glaubensinhalt zumuten dürfe.
Seit 1863 war er verheiratet mit Anna, geb. Halbach, Tochter eines Organisten in Gadebusch. Das Paar hatte zehn Kinder.

## Auszeichnungen
- Sankt-Stanislaus-Orden, 2. Klasse

## Werke (Auswahl)
- Christliche Glaubenslehre für Gymnasialprima, auch zur Orientierung für gebildete Christen insgemein. Beholtz, Stavenhagen 1888
- In keinem andern Heil! Predigten im Dom zu Schwerin gehalten. Bahn, Schwerin 1892 (Digitalisat)
- Halte was du hast! Predigten im Dom zu Schwerin gehalten. Bahn, Schwerin 1894 (Digitalisat)
- Eins ist noth! Predigten im Dom zu Schwerin gehalten. Bahn, Schwerin 1897 (Digitalisat)
- Nach Jerusalem. Erinnerungen aus der Orientreise. Bahn, Schwerin 1899
- Das Christentum und die Intelligenz. Bahn, Schwerin 1912
- Das Christentum und seine Verkläger. Bahn, Schwerin 1913
- Die feste Burg unseres Christenglaubens, zur Orientierung und Stärkung angefochtener Christen gewürdigt. Bahn, Schwerin 1913
- Das Blut Jesu Christi, nichts sonst, macht uns rein von aller Sünde. Ein Bekenntnis. Bahn, Schwerin 1913
- Wir Christen und das Alte Testament. Ein Zeugnis zur Abwehr. Bahn, Schwerin 1924
- Aus meinem Leben: eine biographische Skizze. Gott zur Ehre, den Meinen zur Erinnerung! Bärensprung, Schwerin 1923 [2., vermehrte Auflage: Bärensprung, Schwerin 1927]